# Peter Ferdinand Krause
Peter Ferdinand Krause (* 28. Juli 1940 in Wien) ist ein österreichischer Studentenhistoriker und Verwaltungsbeamter.

## Leben
Als Sohn des Beamten Ferdinand Krause (1910–1991) geboren, diente Peter Ferdinand Krause nach der Matura als Einjährig-Freiwilliger beim Österreichischen Bundesheer. Er studierte Rechtswissenschaften an der Universität Wien und wurde 1968 zum Dr. iur. promoviert. Nach seinem Gerichtsjahr trat er 1965 in den niederösterreichischen Landesdienst und war in den Bezirkshauptmannschaften Mistelbach, Gänserndorf und Mödling tätig. Von 1971 bis 1981 leitete er als Sekretär das Büro von Landeshauptmann Andreas Maurer. Von 1982 bis 2000 war er Direktor des Landtags von Niederösterreich. Während seiner Zeit fanden dort über 250 Sitzungen statt. Unter seiner Leitung entstanden unter anderem Dokumentationen von Festsitzungen, Enqueten und das biographische Handbuch des Landtages und der Landesregierung.
Er war 1969 Initiator und ist Vorsitzender des Österreichischen Vereins für Studentengeschichte. Auch war er Vorsitzender des Mittelschüler-Kartell-Verbands. Im Jahr 1992 war er für das Niederösterreichische Landesmuseum wissenschaftlicher Ausstellungsleiter der Ausstellung „Gaudeamus igitur“ auf Schloss Schallaburg, nachdem bereits 1983 die Ausstellung „Studentisches Brauchtum“ der Volkskundlichen Sammlung stattgefunden hatte.
Er ist Mitglied diverser katholischer Schüler- und Studentenverbindungen, darunter die K.Ö.St.V. Waldmark zu Neunkirchen, die K.Ö.St.V. Sonnberg zu Perchtoldsdorf, die K.Ö.St.V. Gral zu Klagenfurt, die K.Ö.St.V. Sponheim zu Wolfsberg, die K.Ö.St.V. Nibelungia zu Wien, die K.Ö.St.V. Kuenring zu Krems, K.Ö.St.V. Austro-Danubia zu Wien und die K.Ö.St.V. Vindobona I zu Wien – alle im MKV sowie die Ö.k.a.V. Rhaeto-Danubia zu Wien im ÖCV, die K.D.St.V. Ferdinandea (Prag) zu Heidelberg im CV und die K.St.V. Pragensis Prag im EKV.
Er war Schriftleiter der Acta Studentica, Herausgeber der Beiträge zu österreichischen Studentengeschichte sowie Mitherausgeber der Reihe Tradition und Zukunft und des GDS-Archivs.

## Auszeichnungen
- Hofrat[6]
- 2000: Ehrenzeichen für Verdienste um das Bundesland Niederösterreich, Goldenes Komturkreuz[6]
- 2005: Ehrenphilister der K.St.V. Pragensis Prag
- 2015: Verleihung des Berufstitels Professor für seine Erforschung des korporierten Studententums[7][8]

## Veröffentlichungen (Auswahl)
- Rechtsformen des Verwaltungshandelns: Überlegungen zu einem System der Handlungsformen der Verwaltung, mit Ausnahme der Rechtsetzung, Duncker & Humblot, Berlin 1974, ISBN 3428029968.
- OeLAG: Österreichische Luftverkehrs AG 1923–1938 (Österreichs Luftfahrt in Einzeldarstellungen, Band 6), Weishaupt, Graz 1983, ISBN 9783900310141.
- O alte Burschenherrlichkeit. Die Studenten und ihr Brauchtum, 1. Auflage 1979, 5. Auflage, Styria, Graz, Wien, Köln 1997.
- Biographisches Handbuch des NÖ Landtages und der NÖ Landesregierung 1921–2000. St. Pölten 2000.
- Mit Herbert Fritz (Hrsg.): Farben tragen – Farbe bekennen 1938–1945. Katholische Korporierte im Widerstand und Verfolgung. Österreichischer Verein für Studentengeschichte, Wien 1988, 2. Auflage, 2013.
- Studiosus Austriacus. Handbuch des österreichischen Korporationswesens, 4. Auflage. Österreichischer Verein für Studentengeschichte, Wien 2007.
- Studentisches Brauchtum: Ausstellung 20. Mai bis 3. Juli 1983, Niederösterreichisches Landesmuseum, Volkskundliche Sammlung. (= Katalog des Niederösterreichischen Landesmuseums. Neue Folge, 138.) Wien 1983.
- Gaudeamus igitur: Studentisches Leben, einst und jetzt. Schallaburg 1992, 28. Mai bis 18. Oktober. (= Katalog des Niederösterreichischen Landesmuseums. Neue Folge, 296.) Wien. Amt der Niederösterreichischen Landesregierung, 1992.
- Die Couleurkarte. In: Einst und Jetzt, Jahrbuch des Vereins für corpsstudentische Geschichtsforschung, Bd. 36 (1991), S. 159–165.